# Good News Bible

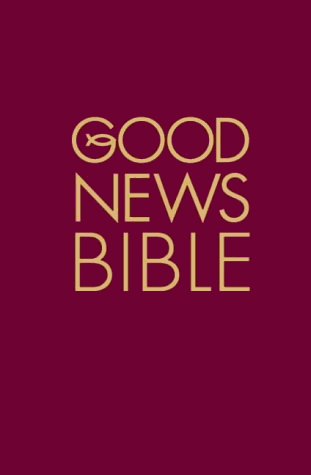
Couverture de la (2004)

La Good News Bible (GNB), également appelée Good News Translation (GNT) aux États-Unis, est une traduction de la Bible en anglais financée par l'American Bible Society . La première partie qui en a été publiée a été le Nouveau Testament, paru en 1966 sous le nom de Good News for Modern Man. Elle a été transcrite en anglais britannique par la British and Foreign Bible Society avec l'utilisation de mesures du système métrique pour le marché du Commonwealth. Elle avait d'abord été dénommée Today's English Version (TEV), mais en 2001,  l'American Bible Society l'a rebaptisée Good News Translation aux États-Unis, afin d'améliorer la perception de la GNB en tant que traduction alors que le public avait tendance à y voir une paraphrase. Malgré la terminologie officielle, elle est encore souvent appelée la Good News Bible aux États-Unis. Il s'agit d'une traduction multiconfessionnelle, avec des éditions utilisées par de nombreuses confessions chrétiennes. Elle est publiée par HarperCollins, une filiale de News Corp. et illustrée par l'artiste franco-suisse Annie Vallotton. 

## Historique

### Origine
L'idée de proposer la Good News Bible vient de demandes venues d'Afrique et d'Extrême-Orient pour disposer d'une version de la Bible plus facile à lire. En 1961, le conseil d'administration d'une mission intérieure a fait la même demande. En outre, la GNB est née des idées du linguiste Eugene Nida, secrétaire exécutif du département des traductions de l'American Bible Society. Dans les années 1960, Eugene Nida a théorisé un nouveau genre de traduction qu'il a appelé l'équivalence dynamique. Dans ce système de traduction, l’accent est mis sur le contenu et la signification originelle du texte et non sur le contenu et la forme du texte source comme dans le système traditionnel dit de l’équivalence conventionnelle. On peut dire que la signification de l'hébreu et du grec est restituée dans une traduction "pensée pour pensée" plutôt que "mot pour mot". Cette théorie a été inspirée par une traduction espagnole pour les peuples autochtones d'Amérique latine. 

### Développement
L'American Bible Society, convaincue par les théories de Nida, a décidé de les mettre en œuvre. En raison de ces demandes et des théories de Nida, Robert Bratcher (qui faisait à l'époque partie du personnel de l'American Bible Society) a fait, à titre d'essai, une traduction de l'Évangile de Marc. Cela a conduit ensuite à une traduction de l'ensemble du Nouveau Testament, qui fut publié en date du 1er janvier 1966 sous le titre Good News for Modern Man: The New Testament in Today's English Version ("Bonne nouvelle pour l'homme moderne: le Nouveau Testament en anglais actuel"). Ce livre broché de 599 pages a fait l'objet d'une promotion massive, des exemplaires étant même vendus dans des chaînes d'épiceries. Cette publication fut suivie par des deuxième, troisième et quatrième éditions publiées respectivement en 1967, 1971 et 1976. 
Le livre des Psaumes a été publié en 1970 sous le titre The Psalms For Modern Man in Today's English Version ("Les Psaumes pour l'homme moderne en anglais actuel"). D'autres livres de l'Ancien Testament ont été publiés au cours des années 1970 : le livre de Job en 1971, les Proverbes et l'Ecclésiaste en 1972, Jonas en 1973, Ruth, Osée, Amos et Michée en 1974 et l'Exode en 1975. 
En 1976, l'Ancien Testament complet a été publié sous le nom de Good News Bible: The Bible in Today's English Version ("Bonne nouvelle pour l'homme moderne: la Bible en anglais actuel"). En 1979, les livres apocryphes / deutérocanoniques ont été ajoutés et la Bible enrichie de ces livres a été publiée sous le nom de Good News Bible: Today's English Version with Deuterocanonicals / Apocrypha ("Bonne nouvelle pour l'homme moderne: la Bible en anglais actuel avec les livres deutérocanoniques / apocryphes") et reprises ultérieurement dans le cadre des éditions catholiques et orthodoxes. En 1992, la traduction a été révisée avec un langage inclusif . 

### Version concurrente
En 1995, les sociétés bibliques ont publié une version en anglais contemporain, utilisant un "anglais sans jargon". Bien que cette traduction soit parfois perçue comme un remplacement du GNB, ce n'était pas son intention initiale, et les deux traductions continuent d'être utilisées. Alors que l'American Bible Society fait la promotion des deux traductions, la British and Foreign Bible Society et HarperCollins ont depuis 2007 recentré leurs efforts de publication sur la GNB, y compris dans leur application Good News Bible iPhone App.

## Réception
La GNB est une traduction très largement utilisée dans plusieurs dénominations du christianisme. Elle a été approuvée par Billy Graham [réf. nécessaire]   et plusieurs dénominations chrétiennes, y compris l'Église catholique aux États-Unis, la Convention baptiste du Sud[réf. nécessaire] et l'église presbytérienne (USA)[réf. nécessaire].  Des extraits du Nouveau Testament ont été utilisés dans les campagnes d'évangélisation, telles que les croisades de Billy Graham et d'autres, de la fin des années 1960 jusqu'au début des années 1980. En 1991, un sondage Gallup des paroissiens britanniques a montré que la GNB était la version biblique la plus populaire dans ce pays[réf. nécessaire]. En 2003, la GNB a servi de base à une version cinématographique de l'Évangile de Jean. En 2008, le groupe suédois Illuminated World a associé le texte de la GNB à la photographie contemporaine dans leur Bible Illuminated: The Book (la Bible enluminée : le livre). 
La diffusion totale de la GNB était évaluée à 140 millions d'exemplaires en 2004. HarperCollins donne un cumul de 225 millions d'exemplaires vendus entre la première parution et 2019.

## Description
La GNB est écrit dans une langue simple et courante, afin que tout le monde puisse l'apprécier, et elle est donc souvent considérée comme particulièrement adapté aux enfants et à ceux qui apprennent l'anglais. Il y a des introductions à chaque livre de la Bible. Contrairement à la plupart des autres traductions, la plupart des éditions de la GNB contiennent des dessins d'événements bibliques avec un extrait de texte. Ces dessins sont dus à l'illustratrice franco-suisse Annie Vallotton (1915-2014). Dans certaines éditions, son nom n'est pas mentionné et les dessins sont attribués à "un artiste suisse". 
Étant donné que l'accent est fortement mis sur la facilité de compréhension, la poésie est parfois sacrifiée sur l'autel de la clarté. 